# Мари (богиня)
Мари (баск. Mari) или Мадди (баск. Maddi) — основное божество дохристианской мифологии басков. Кроме того, существует и в арагонской мифологии под именем Mariuena. Персонаж женского божества обитает во всех вершинах гор страны басков и получает имя от названия каждой горы. Самым важным её жилищем считается пещера горы Амбото в провинции Алаба, которая известна как «пещера Мари» (баск. Mariren koba или Mariurrika Kobea), которая дает имя Мари «Мари Амбото» или «Дама Амбото».
Мари — это олицетворение Матери-Земли, это королева природы и всех её элементов. Её образ обычно представлен телом и лицом женщины, элегантно одетой (обычно в зелёный цвет), может быть также представлен как гибридная форма дерева или как женщинa с козьими ногами и когтями хищных птиц, или как женщина огня, или как образ воспламенной радуги, или лошади, тянущей облака. В образе женщины представляется с густыми светлыми волосами, которые расчесывает золотым гребнем.
Мари является хозяйкой земли и метеоров. Властвует над климатическими силами и недрами земли. Одна из её задач — наказать ложь, воровство и гордость. Из неё исходят полезные ископаемые и берут начало родниковые воды.
С мужчинами ведет себя тиранически, или, наоборот, влюбляет их в себя, как в послушную и трудолюбивую женщину, но всегда защищая правосудие и придерживаясь правила: если лжёшь, что тебе не принадлежит что-то, что действительно тебе принадлежит, Мари его отнимет. Таким образом, оно и на самом деле уже не будет тебе принадлежать. Предвещает бури и определяет климат. Кроме того, Мари известнa своей способностью летать. Когда она находится в пещере Амбото, горная вершина утопает в облаках, что подтверждает её там присутствие.
Несмотря на то, что все легенды о Мари являются пост-христианскими, Мари приравнивают к Гее, потому что она живёт в пещерах, и ко всем богиням плодородия и любви, — по той же причине, и потому что она раздаривает подарки и фрукты.
Но не все ученые согласны с этой идентификацией. Согласно антропологу Анунци Аране, Мари имеет больше сходства с высшим небесным богом Зевсом или Юпитером, потому что, как и они, она управляет погодой и вершит правосудие.
В различных баскских легендах упоминаются следующие правила общения с Мари:
- всегда следует обращаться к Мари только на «ты»;
- нельзя ей лгать;
- в пещере нельзя садиться, даже если Мари предложит;
- ничего нельзя забирать без разрешения;
- выходя из пещеры Мари, следует пятиться назад и не поворачиваться к богине спиной[1].